# رون هوفي
رون هوفي (بالإنجليزية: Ron Hovey)‏ هو لاعب كرة قدم أسترالية أسترالي، ولد في 25 أغسطس 1932، وتوفي في 6 يناير 2015.

## وصلات خارجية
- رون هوفي على موقع AustralianFootball.com (الإنجليزية)
- رون هوفي على موقع AFLtables.com (الإنجليزية)